# 佛日战役 (公元前58年)
佛日战役（英語：Battle of Vosges）是公元前58年，阿利奥维斯塔领导下的日耳曼苏维汇人部落与凯撒麾下的六个军团之间发生的一场战斗。这是高卢战争中第三大战役。